# Andrew Miller (trail)
Pour les articles homonymes, voir Andrew Miller et Miller.
Andrew Miller est un athlète américain né en 1995. Spécialiste de l'ultra-trail, il a notamment remporté la Western States 100-Mile Endurance Run en 2016.

## Résultats
| no  | masculin      | Course                       | Longueur | Départ       | Temps            |
| --- | ------------- | ---------------------------- | -------- | ------------ | ---------------- |
| 1er | Médaille d'or | Western States Endurance Run | 100 mi   | 25 juin 2016 | 15 h 39 min 36 s |